# 關島地理

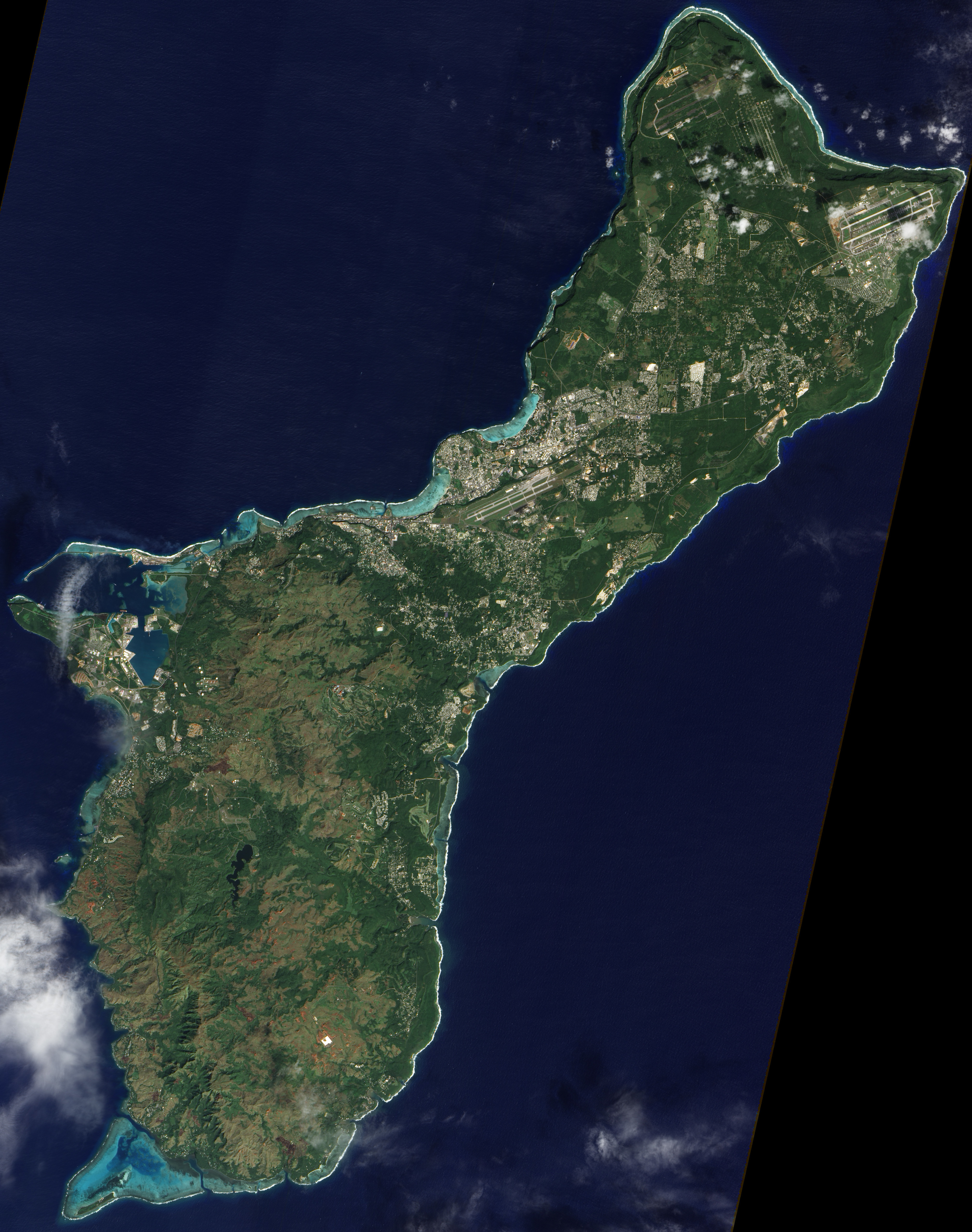

關島是美國領地之一，位於太平洋西側。關島是馬里亞納群島最南端和最大的島嶼。關島有重要戰略地位，是亞洲至夏威夷東西軸線和巴布亞紐幾內亞至日本南北軸線之間唯一一個同時有安全港和多個機場的島嶼。